# Галенда (Сијена)
Галенда је насеље у Италији у округу Сијена, региону Тоскана.
Према процени из 2011. у насељу је живело 12 становника. Насеље се налази на надморској висини од 476 м.